# Halowe Mistrzostwa Europy w Lekkoatletyce 1975 – skok wzwyż mężczyzn
Skok wzwyż mężczyzn – jedna z konkurencji technicznych rozgrywanych podczas halowych lekkoatletycznych mistrzostw Europy w hali Rondo w Katowicach. Rozegrano od razu finał 8 marca 1975. Zwyciężył reprezentant Czechosłowacji Vladimír Malý. Tytułu zdobytego na poprzednich mistrzostwach nie bronił Kęstutis Šapka ze Związku Radzieckiego.

## Rezultaty
Rozegrano od razu finał, w którym wzięło udział 18 skoczków.

Opracowano na podstawie materiału źródłowego.
| Miejsce | Zawodnik            | Wynik |
| ------- | ------------------- | ----- |
| 1       | Vladimír Malý       | 2,21  |
| 2       | Endre Kelemen       | 2,19  |
| 2       | Rune Almén          | 2,19  |
| 4       | Aleksandr Grigorjew | 2,19  |
| 5       | Paul Poaniewa       | 2,19  |
| 6       | Rolf Beilschmidt    | 2,19  |
| 7       | Giordano Ferrari    | 2,16  |
| 8       | István Major        | 2,16  |
| 9       | Harri Sundell       | 2,16  |
| 10      | Władimir Abramow    | 2,16  |
| 11      | Jacek Wszoła        | 2,16  |
| 12      | Dimitrios Patronis  | 2,13  |
| 13      | Rumen Jocow         | 2,13  |
| 14      | Per Kristian Vik    | 2,13  |
| 15      | Jiří Palkovský      | 2,10  |
| 16      | Gustavo Marqueta    | 2,10  |
| 17      | Paul De Preter      | 2,10  |
| 18      | Ekrem Özdamar       | 2,05  |